# قشلاق حاج فتحعلی
قشلاق حاج فتحعلی گوت وِرَن یک منطقهٔ مسکونی در ایران است که در بخش اسلام‌آباد واقع شده‌است. قشلاق حاج فتحعلی ۶۷ نفر جمعیت دارد.
1. ماجرای گوت شدن حاج فتحعلی
2. نحوه گوت بودن او
3. دلایل گوت شدن حاج فتحعلی

فتحلی یک گوت است و چون خودش گوت است فکر می کند همه گوت هستند و به خاطر همین موضوع هیچ ابایی از گوت بازی ندارد و به عنوان مفعول بارها در ملا عام دیده شده و باعث آبروریزی در منطقه شده طوری موجب سر افکندگی اهالی منطقه نیز شده است.
به خاطر شرارت هایی که در منطقه انجام داده او را به عنوان یک حرامخور و کلا کسی که به حق این و آن تجاوز می نماید تا بلکه عمل زشت انجام دهد و به عنوان مفعول، می شناسند و چون آدم بی آبرویی است همه از او بیزار هستند.
- همین رذالت های اخلاقی باعث شده تا وی هیچ اعتقادی به حلال و حرام نداشته و هر کار درست و غلطی که به ذهنش می رسد انجام می دهد. از جمله اینکه بارها حقوق دیگران ضایع کرده بطوریکه بارها مال یتیم را به ناحق گرفته و اصطلاحا حرام خواری کرده.